# Giovanni Miserocchi
Giovanni Miserocchi (Ravenna, 4 ottobre 1930 – Ravenna, 15 novembre 1999) è stato un politico italiano.

## Biografia
Esponente del Partito Comunista Italiano, fu ininterrottamente consigliere comunale a Ravenna dal 3 giugno 1979 al 28 aprile 1997, e assessore al bilancio dal 12 febbraio 1991 al 3 settembre 1992, nella giunta presieduta da Mauro Dragoni. Dopo lo scioglimento del PCI, aderì al Partito Democratico della Sinistra. Il 23 ottobre 1992 venne eletto sindaco di Ravenna e rimase in carica fino all'8 giugno 1993.
Gli è stata intitolata una via della città di Ravenna il 9 aprile 2016.